# Tris(dimethylamino)methan
 Tris(dimethylamino)methan (TDAM) ist der einfachste Vertreter von Tris(dialkylamino)methanen der allgemeinen Formel (R2N)3CH, in dem drei der vier Wasserstoffatome des Methans durch Dimethylaminogruppen (-N(CH3)2) ersetzt sind. Tris(dimethylamino)methan kann sowohl als Amin, als auch als Orthoamid aufgefasst werden.
TDAM ist eine starke Base und kann als Formylierungsmittel, als Reagenz für die Aminomethylenierung und als Quelle für das basische Carben Bis(dimethylamino)carben der Formel R2N-C:-NR2 eingesetzt werden.

## Vorkommen und Darstellung
Tris(dimethylamino)methan entsteht bei der Reaktion von N,N,N′,N′-Tetramethylformamidiniumchlorid oder Bis(dimethylamino)acetonitril mit Lithiumdimethylamid oder Natriumdimethylamid mit Ausbeuten zwischen 55 und 84 %.
Aus Dimethylamin und Natriumhydrid entsteht in Gegenwart von Borsäuretrimethylester in situ Natriumdimethylamid, das mit N,N,N′,N′-Tetramethylformamidiniumchlorid in 84%iger Ausbeute und mit Bis(dimethylamino)acetonitril in 77%iger Ausbeute TDAM bildet.
Die Umsetzung von Dimethylformamid-dimethylacetal (aus DMF-Dimethylsulfat-Komplex und Natriummethanolat) mit Dimethylamin in Gegenwart des sauren, gegen Alkylierungsmittel weitgehend stabilen Katalysators 2,4,6-Tri-tert-butylphenol erzeugt Tris(dimethylamino)methan.
TDAM wird in guter Ausbeute (83 %) bei der Reaktion von DMF mit Tetrakis(dimethylamino)titan gebildet.
Aus N,N,N′,N′,N′′,N′′-Hexamethylguanidiniumchlorid (über das aus Tetramethylharnstoff und Phosgen entstehende N,N,N′,N′-Tetramethyl-chloroformamidinium-chlorid und Dimethylamin einfach erhältlich) entsteht unter Einwirkung des Reduktionsmittels Natrium-bis(2-methoxyethoxy)-aluminiumhydrid (Red-Al) Tris(dimethylamino)methan in 53%iger Ausbeute.
Natriumhydrid und Borsäuretrimethylester reduzieren N,N,N′,N′,N′′,N′′-Hexamethylguanidiniumchlorid in 80%iger Ausbeute zu TDAM um.

## Eigenschaften
Tris(dimethylamino)methan ist eine klare, farblose oder schwach gelb gefärbte Flüssigkeit mit stark aminartigem Geruch. Die Verbindung ist mit vielen nicht-polaren aprotischen und wasserfreien Lösungsmitteln beliebig mischbar. Mit protischen Lösungsmitteln, wie Wasser und Alkoholen, aber auch mit schwach CH-aziden Substanzen, wie Aceton oder Acetonitril reagiert TDAM beim Erhitzen.
Bei Erhitzen auf Temperaturen von 150–190 °C erfolgt Zersetzung unter Bildung von Tetrakis(dimethylamino)ethen,
einem starken Elektronendonator.

## Anwendungen
Tris(dimethylamino)methan dissoziiert in N,N,N′,N′-Tetramethylformamidinium-Kationen und Dimethylamid-Anionen, die von CH- und NH-aciden Verbindungen Protonen abstrahieren. Die so gebildeten Anionen addieren an die Formamidiniumkationen unter Bildung von Addukten, die wiederum Dimethylamin eliminieren und im Sinne einer Aminomethylenierung zu Dimethylaminomethylen (= CH-N(CH3)2-Verbindungen) bzw. zu Amidinen reagieren.

Reaktion zu Dimethylaminomethylen: 

Reaktion zu Amidinen: 
Die Aminomethylenierung liefert Zwischenprodukte für die Synthese von Heterocyclen, wie z. B. Pyrimidine, Pyrazole, 1,4-Dihydropyridine und Indole.
Durch längeres Erhitzen von TDAM mit Selen in Xylol ist N,N,N′,N′-Tetramethylselenoharnstoff zugänglich, wobei Bis(dimethylamino)carben als Zwischenstufe vermutet wird.